# نل کارتر
نل کارتر (انگلیسی: Nell Carter; ۱۳ سپتامبر ۱۹۴۸ – ۲۳ ژانویهٔ ۲۰۰۳) یک هنرپیشه، و خواننده اهل ایالات متحده آمریکا بود.
از فیلم‌ها یا برنامه‌های تلویزیونی که وی در آن نقش داشته‌است می‌توان به جاده فرعی اشاره کرد.